# Кордильєра-Оксиденталь (Еквадор)
Кордильєра-Оксиденталь (ісп. Cordillera Occidental — «західний хребет») — гірський хребет, що складає частину Еквадорських Анд та простягнувася з півночі на південь уздовж всієї довжини країни. На заході хребет спускається до Тихого океану, залишаючи широку прибережну рівнину, а на сході обмежує висогогірні плато країни. У цьому хребті розташована найвища вершина Еквадору, Чимборасо (6268 м над рівнем моря). Вулканічна активність у хребті невелика, менша, ніж у східних районах країни. Найактивнішим вважається вулкан Ґуаґуа-Пачинча, що має активні отвори та періодично засипає Кіто вулканічним попелом.